# Asmodeusz

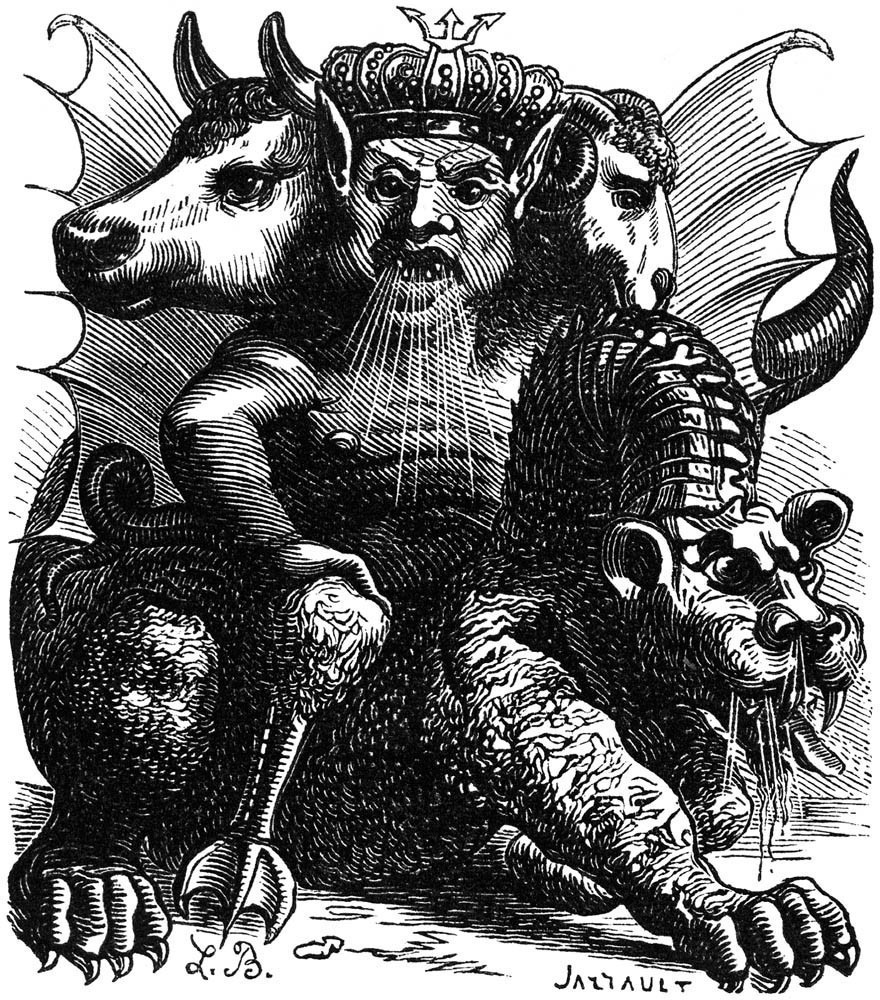
Asmodeusz według Słownika wiedzy tajemnej Collina de Plancy, 1863

Asmodeusz lub Asmodeus (także Azmodan) – demon, upadły anioł znany głównie z deuterokanonicznej Księgi Tobiasza. Poza tym wzmianki o nim spotyka się w demonologii i w niektórych legendach talmudycznych, do których trafił prawdopodobnie z zoroastrianizmu w czasie, gdy terytoria Żydów przeszły w ręce perskich Achemenidów. Przed upadkiem przynależał do Chóru Serafinów. Według  MacGregora Mathersa Asmodeusz jest kazirodczym dzieckiem Tubal-Kaina i jego siostry Naami.

## Perski Asmodeus
W zoroastrianizmie Aszma-dewa (Asmodeus) jest wodzem wszystkich dewów (demonów), podległym jedynie Angra Mainju – zasadzie zła. Jest nieprzyjacielem sury (anioła) Sraosza, który służy Ahura Mazdzie – zasadzie dobra. Powołaniem tego złego ducha jest napełnianie serc ludzi złością i mściwością oraz sprawstwo całego zła na Ziemi. Powoduje on, że ludzie opuszczają ścieżkę dobra i wkraczają na drogę zła. Jednak nie udało się dowieść, że był on również demonem pokus cielesnych – tę rolę w zoroastrianizmie przypisuje się demonowi Aziemu.

## Asmodeusz w Księdze Tobiasza
We wchodzącej w skład kanonu katolickiego i prawosławnego Księdze Tobiasza (3, 8 i 8, 3), demon ten zabija siedmiu kolejnych mężów opętanej Sary, córki Raguela tuż po weselu, zanim młodzi zdążą skonsumować małżeństwo w noc poślubną. Jakiś czas później Sara zakochuje się w młodzieńcu nazywanym Tobiaszem. Tobiasz również jest nawiedzany przez demona, ale jako prawy żyd uzyskuje wsparcie archanioła Rafała. Archanioł uczy Tobiasza jak poradzić sobie ze złym duchem: w czasie ich wspólnej podróży do domu Sary zatrzymują się nad brzegiem rzeki. Tobiasz wchodzi do niej żeby umyć sobie nogi. W tym momencie wielka ryba podpływa żeby odgryźć Tobiaszowi nogę. Archanioł Rafał każe młodzieńcowi złapać rybę gołymi rękami i wydobyć z jej wnętrza serce i wątrobę. W noc poślubną Tobiasz i Sara oddają chwałę Bogu, a zapach kadzidła zrobionego z wnętrzności ryby powoduje, że Asmodeusz ucieka z ciała Sary do Egiptu, gdzie obezwładnia go Rafał.

## Asmodeusz w judaizmie
Istnieją legendy mówiące o jego związkach z królem Salomonem. Władca ten podobno przechytrzył demona i zobowiązał do pomocy przy budowie Świątyni Jerozolimskiej. Zły duch okazał się bardzo wydajnym robotnikiem: nie używając żelaznych narzędzi obrabiał bloki kamienia tak, że nie było szpary w którą można by włożyć ostrze noża. Inne z kolei legendy przypisują mu rangę porównywalną z zoroastriańskim Aszma-dewą czy chrześcijańskim Samaelem (z którym przez niektórych jest utożsamiany) – miałby być on królem wszystkich demonów i mężem Lilith po tym jak ta opuściła Adama. Krążą też legendy, że był pradawnym wężem, który skusił Ewę. Według innej tradycji żydowskiej jest potomkiem Adama i Lilith.
W Talmudzie babilońskim Asmodeusz (hebr. אשמדאי, Aszmedaj) pojawia się w dwóch ustępach: we wzmiance w traktacie Pesachim 110a, gdzie mówi się o nim, iż jest królem wszystkich demonów oraz w długim ustępie w traktacie Gittin 68a–b opowiadającym o przygodach króla Salomona i Asmodeusza. Zwłaszcza ten drugi ustęp ma duże znaczenie dla późniejszych tradycji dotyczących Asmodeusza. Według tekstu Salomon potrzebował robaka Szamira do budowy Świątyni Jerozolimskiej, a tylko Asmodeusz wiedział, gdzie ów robak się znajduje. Benajasz, sługa Salomona, znalazł legowisko demona, podstępem go upił, spętał łańcuchem z wygrawerowanym tetragramem i sprowadził na dwór królewski. Asmodeusz pomógł Salomonowi zdobyć Szamira i przyczynił się w ten sposób do budowy Świątyni Jerozolimskiej. Nieco później jednak to Asmodeusz podstępem pozbył się Salomona i się pod niego podszył a zdradziły go dopiero królewskie nałożnice. Po interwencji mędrców Sanhedrynu Salomon wraca na tron a demon zostaje przepędzony. Poza Talmudem babilońskim a w ramach wczesnej literatury rabinicznej Asmodeusz pojawia się jeszcze w midraszu Bamidbar rabba 11:3, który wspomina tylko, iż demon brał udział w budowie Świątyni Jerozolimskiej a potem próbował pozbyć się Salomona.
W Kabale Asmodeusz jest demonem dobroczynnym, przyjaznym ludziom. Uważany jest za świadka przysięgi. Cohen Abraham w Talmudzie wskazuje, że jest władcą wszystkich spraw dotyczących liczb parzystych.

## Asmodeusz w demonologii
Znaczenie przypisywane Asmodeuszowi w demonologii jest mniejsze niż w judaizmie czy zoroastrianizmie – według Mniejszego klucza Salomona plasuje się on dopiero na 32, a w Pseudomonarchia Daemonum na 35. miejscu w piekielnej hierarchii. Rozsiewa niezgodę między mężczyzną a kobietą. Jest demonem nieczystości. Według Malleus Maleficarum jest on demonem pożądania. Sebastian Michaelis w Histoire admirable de la possession et conversion d'une pénitente séduite par un magicien twierdził, że jest przeciwnikiem Św. Jana i wynalazcą rozrywki, muzyki, tańca, sztuki dramatycznej i „nowych mód francuskich”. Według Johanna Weyera wzywając Asmodeusza należy zdjąć nakrycie głowy, bo inaczej demon oszuka przyzywającego.
Według niektórych XVI-wiecznych demonologów, którzy przypisywali każdemu z miesięcy „patronującego” mu demona, Asmodeusz jest najsilniejszy w listopadzie. Według innych demonologów, czasem przypisanym temu demonowi był okres od 30 stycznia do 8 lutego. Ma on pod komendą 72 legiony demonów i jest jednym z królów Piekła (Lucyfer miałby być cesarzem). Według innych podań jego domeną jest też hazard (jest nadzorcą kasyn), zemsta, uwodzenie, a także prostytucja. Francis Barrett w The Magus uważa go za „naczynie gniewu Bożego”.

### Asmodeusz wSztuce Goecji
Według Sztuki Goecji by go przywołać i podporządkować, potrzebna jest jego pieczęć, która powinna być zrobiona ze złota. Przy przyzywaniu powinno się zachować duży odstęp i zarazem twardo stać na nogach z odsłoniętym kapturem. Gdy już się pojawi trzeba mu zadać następujące pytanie „Czy jesteś Asmodajem?”, on nie zaprzeczy i skłoni się do ziemi. Jest wybrańcem Amaymona, pierwszym z jego świty. Dostarcza magicznych pierścieni, naucza arytmetyki, astronomii, geometrii i wszelkich rzemiosł. Gdy mu się rozkaże, odpowie na każde pytanie. Pokazuje ukryte skarby, a także ich strzeże.

### Asmodeusz wDictionnaire Infernal
W Dictionnaire Infernal Collina de Plancy jest przedstawiony z ciałem człowieka, kozimi nogami zakończonymi szponami, wężowym ogonem i trzema głowami – jedna człowieka zionącego ogniem, druga barana i trzecia byka. Jego stopy mają błony jak u gęsi, dosiada smoka. Trzyma w dłoniach chorągiew i włócznię. Uczy jak stać się niewidzialnym oraz nauki o ruchu.

## Etymologia
Aszmedaj wywodzi się od hebrajskiego słowa szamad, czyli burzyć, szkodzić, niszczyć. Natomiast Asmodeusz od irańskiego aēszma (gniew, szał) i daēwa (demon).

## Inne imiona
Æszma (mazdaizm), Æszma-dewa (zoroastrianizm), Ashmadia, Ashmodai, Ashmodei, Asimodai, Asmodaeus (łac.), Asmodaios (gr.), Asmoday, Asmodée (fr.), Asmodee, Asmodei, Asmodeios, Asmodeius, Asmodeo (hiszp.), Asmodeu, Asmodi, Aszmadia, Aszmedai (judaizm), Aszmedaj, Chammaday, Chashmodai, Sidonay, Sydonai, Szamada, Szammadai.

## Asmodeusz w kulturze
Postać demona jest głównym antagonistą w filmie grozy Egzorcysta papieża z 2023 roku, opartym na wspomnieniach egzorcysty Gabriele'a Amortha. Głosu użyczył mu Ralph Ineson.
Asmodeusz pojawił się w jednym z odcinków polskiego serialu komediowego Świat według Kiepskich, gdzie wcielił się w niego Bohdan Smoleń, odtwórca roli Listonosza Edzia.
Asmodeusz pojawia się również w serii książek "Dary Anioła" autorstwa Cassandry Clare oraz w serialu "Shadow hunters" dostępnym na netflixie, nawiązującym do książek Clare. 